# María Maximiliana de Austria-Toscana
Archiduquesa María Maximiliana de Austria, princesa de Toscana (Florencia, 9 de enero de 1827 - id. 18 de mayo de 1834) fue una princesa toscana del siglo XIX.

## Biografía
Fue la tercera hija del matrimonio formado por Leopoldo II, gran duque de Toscana y la princesa María Ana de Sajonia. El matrimonio de sus padres tenía ya otras dos hijas, Carolina Augusta, nacida en 1822 y Augusta Fernanda, en 1825. Queda huérfana de madre en 1832.
Murió en el palacio Pitti con 7 años, siendo atendida en sus últimos momentos por su tía materna, María Fernanda de Sajonia, viuda, además de su abuelo paterno, Fernando III. Fue enterrada el 21 de mayo de 1834, a las siete de la tarde, en la capilla denominada dei Depositi de la basílica de San Lorenzo de Florencia, como era tradición en la familia reinante en Florencia, desde los Médici. En 1841 murió su hermana Carolina Augusta; por lo que la única de sus hermanas que viviría hasta la madurez sería Augusta Fernanda, casada en 1844 con el príncipe Leopoldo de Baviera, después regente de Baviera.

## Títulos y órdenes

### Títulos
| ● 9 de enero de 1827-18 de mayo de 1834: | Su alteza imperial y real la archiduquesa María Maximiliana de Austria, princesa real de Bohemia y Hungría, princesa de Toscana |